# Albereda de València
L'Albereda és un passeig i avinguda de la ciutat de València que tradicionalment s'estén des dels Jardins del Real fins a la plaça de Saragossa, vorejant la riba nord del Jardí del Túria, antic llit del riu Túria al seu pas per la ciutat de València. Tot i això, el creixement de la ciutat cap a l'est ha suposat successives ampliacions d'aquesta avinguda fins a l'actual carrer d'Eivissa, amb mires de ser ampliada en un futur fins al port de València quan es soterren les vies del ferrocarril del carrer d'Eivissa.
S'inicia per tant al districte del Pla del Real, concretament al barri de L'Exposició i a continuació el de Mestalla, per a després entrar al barri de Penya-roja del districte de Camins al Grau.
S'encreua amb importants vies de l'est de la ciutat com ara l'avinguda d'Aragó, l'avinguda del Port, el carrer d'Eduard Boscà, l'avinguda de les Balears, el carrer del Pare Tomàs de Montañana, l'avinguda de França i el carrer de Menorca.

## Història
L'Albereda era l'antic accés al Palau del Real des de la mar. Obert el 1677, en aquella època també se li anomenà el Prat de València per la seua amplitud i en referència a l'antic rahal o finca que abastava aquesta zona (vegeu Pla del Real). Durant els segles xviii i xix esdevingué el lloc més freqüentat per nobles i burgesos valencians que amb les seus carrosses i berlines es passejaven a través dels seus dos carrers (també anomenats salons). El 1932 l'Ajuntament de València republicà contracta Javier Goerlich per a portar a terme la seua reforma. En l'actualitat forma un passeig de poc més d'un quilòmetre entre el pont del Real i el pont d'Aragó, mentre que a les últimes dos dècades del segle xx es va ampliar fins al Camí de Trànsits, i posteriorment a inicis del segle xxi fins al seu estat actual.

## Les torretes

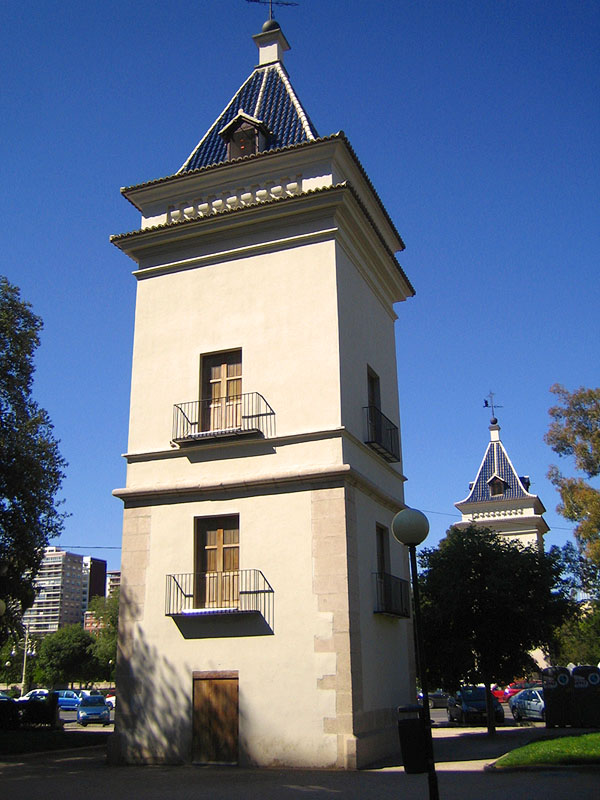
Les Torretes de l'Albereda.

De la primitiva albereda s'hi conserven les dues torres dites dels Guardes construïdes el 1714 per ordre de l'intendent Rodrigo Caballero i dedicades a Sant Felip i Sant Jaume. La teulada de cada una té forma piramidal recoberta de teules vidriades blaves. A la façana llueixen els escuts de les famílies més influents del segle xviii, que simbolitzen el caràcter aristocràtic de la nova València borbònica.

## L'Albereda històrica
La part històrica o passeig corre dels Vivers municipals fins a la plaça de Saragossa, durant 1 km. És connectada amb el paral·lel passeig de la Ciutadella situat a l'altra banda del riu per cinc ponts: el pont del Real, el pont de l'Exposició, el pont de les Flors el pont de la Mar i el pont d'Aragó. S'organitza en l'avinguda principal, dues calçades independents de tres carrils cada una amb zones d'aparcament tant al centre com a les vores, dues franges de devesa a banda i banda, i una via de servei de dos carrils en sentit únic (est-oest) adossat al nord. És ací que hi ha les Torretes dels Guardes. Un altre element important ubicat al passeig és la seu de l'Arxiu del Regne de València.

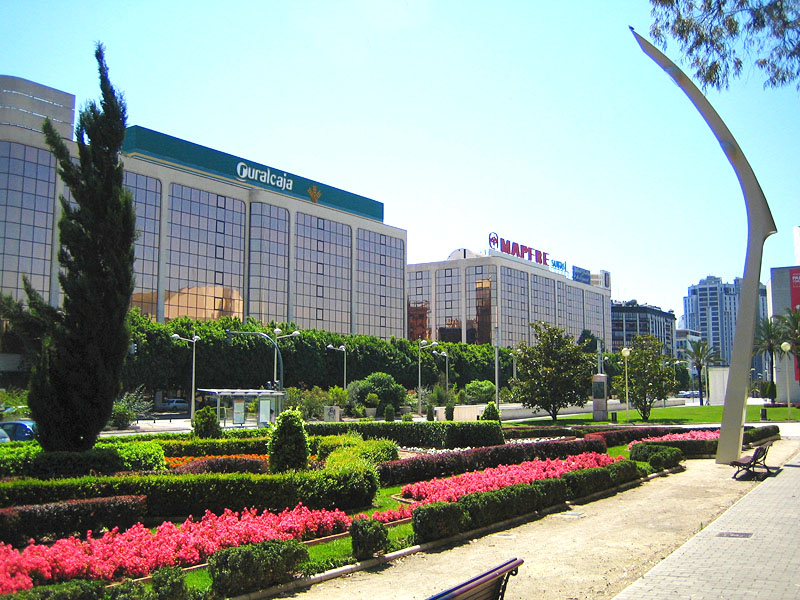
La part nova del passeig, amb el Palau de la Música a la dreta

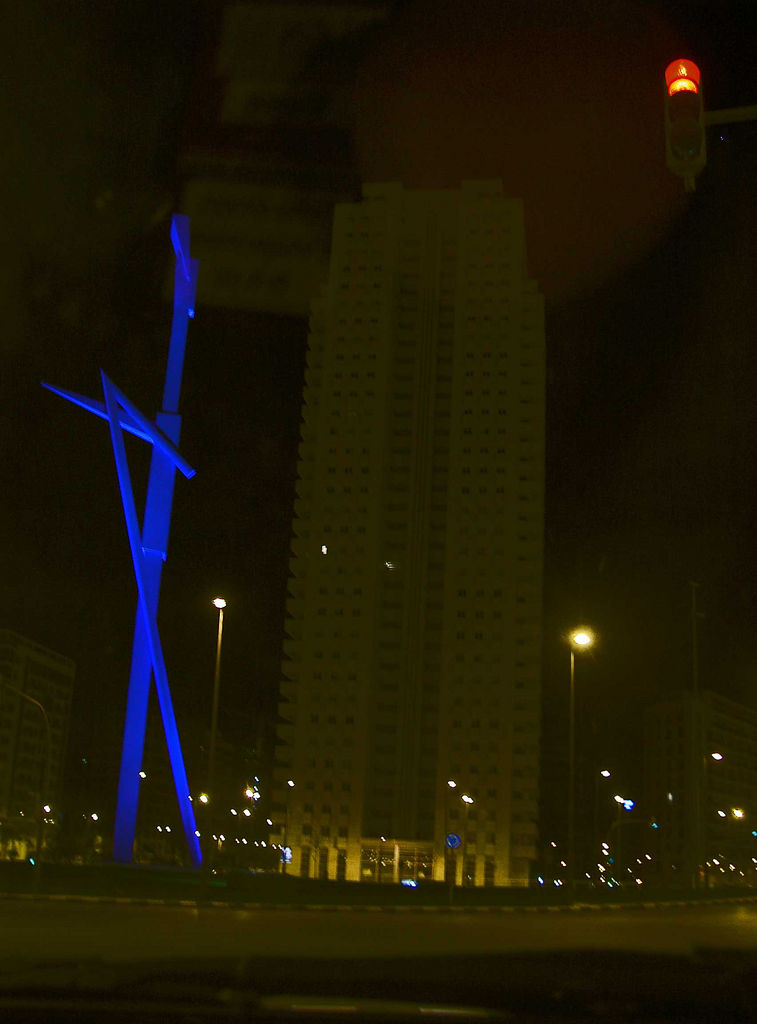
El Parotet de Miquel Navarro i l'edifici de la Torre de França

L'estació de metro situada davall del pont de l'Exposició fou dissenyada, igual que el pont, per l'arquitecte valencià Santiago Calatrava i va adoptar el nom en castellà d'Alameda. Dona servei a les línies 3 i 5.

## Ampliació de l'Albereda
La part nova o avinguda, ja sense la tradicional devesa, discorre vora el jardí del Túria entre la intersecció giratòria de la plaça de Saragossa (on s'inicien l'avinguda d'Aragó i l'avinguda del Port) i l'extrem oriental on la barrera de les vies del ferrocarril impedeixen la seua arribada al cementeri del Grau, al port de València i a la zona sud del Circuit urbà de València de Formula 1.
Al primer tram de l'ampliació hi ha l'entrada principal al Palau de la Música a més d'hotels i moderns edificis d'oficines, com ara el Centre de Turisme de València (CdT), molt pròxim a les oficines del València CF. Al centre de la intersecció giratòria front al pont de l'Àngel Custodi, l'avinguda de les Balears i el carrer d'Eduard Boscà hi ha una escultura en bronze Homenatge al Llibre de l'artista castellonenc Joan García Ripollés.
A continuació s'encreua amb l'inici de l'avinguda de França i el pont del Regne, i a la intersecció giratòria enfront del pont de Montolivet hi ha l'escultura blava del Parotet, de l'escultor Miquel Navarro, i l'edifici de la Torre de França, punt de referència a la ciutat per ser el segon edifici més alt de la ciutat. A l'altra banda del pont hi ha les construccions de la Ciutat de les Arts i les Ciències de Santiago Calatrava.
En arribar al pont de l'Assut de l'Or, punt més alt de la ciutat, al costat del carrer de Menorca hi ha El Corte Inglés conegut com el de l'avinguda de França i el centre comercial Aqua. A pocs metres arriba la fi de l'actual passeig de l'Albereda en arribar a la barrera que formen les vies del ferrocarril abans de ser soterrades baix el carrer d'Eivissa i el carrer de la Serradora. A l'altra banda de les vies hi ha el cementeri del Grau i part del Circuit urbà de València, sols obert durant la disputa del Gran Premi d'Europa de Formula 1, per l'entorn del port de València.